# Renzo Pasolini
Renzo Pasolini   (Rímini, 18 de juliol de 1938 - Monza, 20 de maig de 1973), conegut com a "Paso", fou un pilot de motociclisme italià que va competir al campionat del món entre 1964 i 1973. Tot i no haver guanyat mai el campionat, Pasolini va ser molt popular a la seva època a causa del seu estil de pilotatge valent i apassionat. Destacava per córrer amb un casc de tipus Cromwell tradicional, en forma de "mig ou", i ulleres negres de muntura de banya en uns moments en què la majoria dels rivals ja havien adoptat cascos integrals. Al llarg de la seva carrera va guanyar sis Grans Premis i va perdre el campionat del món de 250cc de 1972 per un sol punt de diferència envers Jarno Saarinen. Casualment, tots dos pilots es van morir alhora en un fatídic accident al Gran Premi de les Nacions de 1973.
El 1985, Ducati va presentar a l'EICMA de Milà la Ducati Paso 750, un model que duu el nom amb què Pasolini ha passat a la història.

## Biografia
Nascut a Rímini, al cor de la Romanya, la zona d'Itàlia amb major tradició motociclista, Renzo Pasolini era fill d'un pilot de motociclisme que el va introduir tant al motocròs com a les curses de velocitat de ben jove. Va debutar en motocròs el 1958, després d'haver mostrat també un gran interès per la boxa i el futbol. Fumador i fester incorregible, era un esportista poc habitual, com també ho era la seva manera d'encarar els revolts durant la cursa -una perillosa combinació d'equilibri i velocitat que sempre el feia semblar a punt de caure de la motocicleta.
Pasolini ja feia temps que havia fet els vint quan va prendre la decisió de canviar del motocròs a les curses de velocitat. El 1962 va debutar amb l'Aermacchi 175cc i va obtenir dues victòries per davant de Giacomo Agostini que van estimular la seva llarga rivalitat. Pasolini va fer una pausa de dos anys de les curses per tal de completar el seu servei militar i, mentre estava destinat a Sardenya, hi va conèixer la seva futura muller, Anna, amb qui va tenir dos fills, Sabrina i Renzo Stefano.
El 1964, Pasolini va reprendre la seva carrera esportiva competint amb motos Aermacchi de 250cc i 350cc en categoria sènior. Al campionat d'Itàlia de 1965 fou segon amb una Benelli darrere de Tarquinio Provini a la classe de 250cc i tercer darrere de Giacomo Agostini i Giuseppe Mandorlini a la de 350cc. El 1966 va ser un any de resultats variables, tant a escala nacional com internacional; el més destacat va ser la victòria que va obtenir amb l'aleshores nova Benelli 500 tetracilíndrica a la cursa final del campionat d'Itàlia.

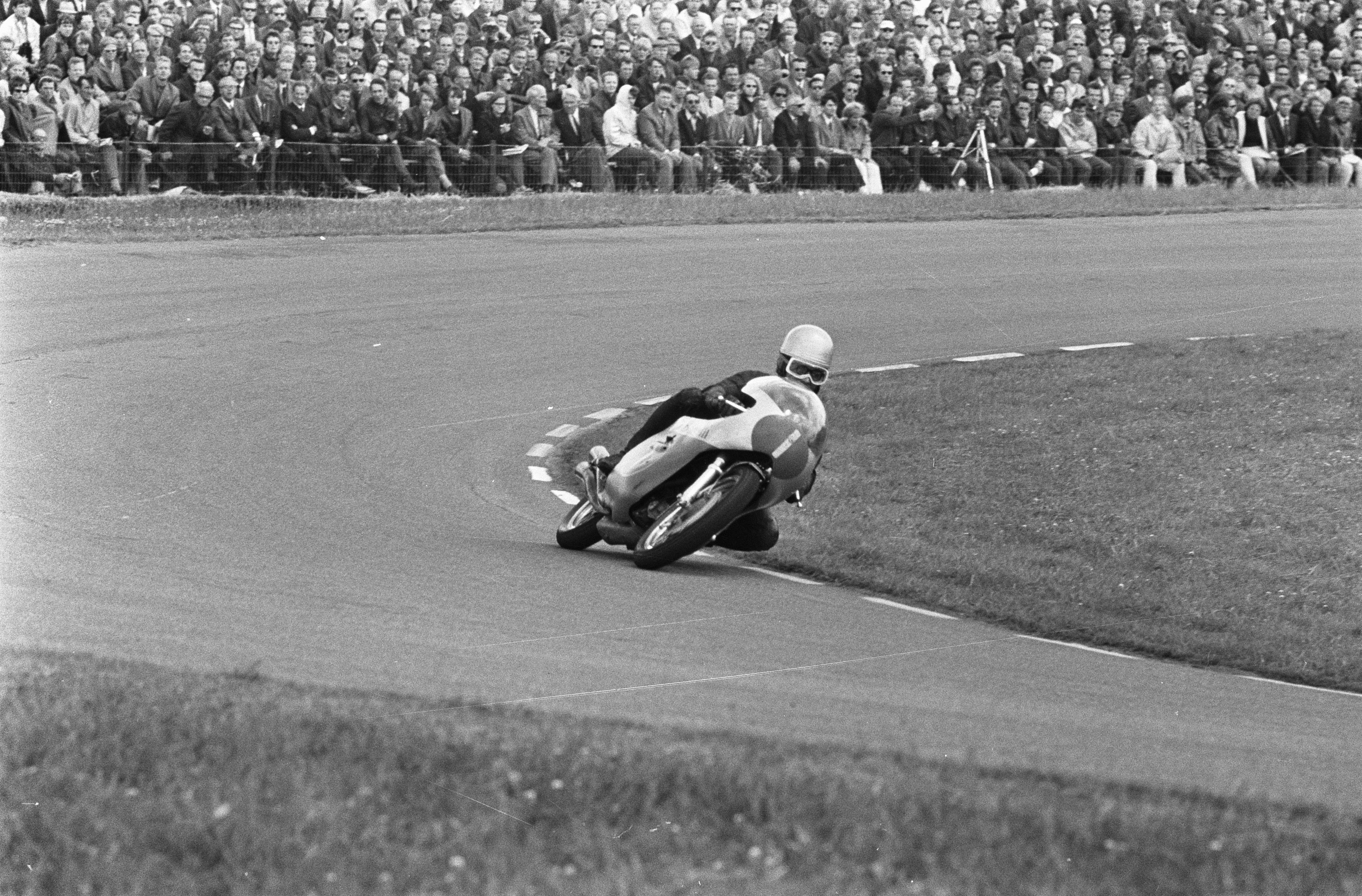
Pasolini amb la Benelli 250 camí de la victòria al Dutch TT de 1969

Amb una moto més competitiva, Pasolini va poder rivalitzar amb els millors i això va marcar l'inici d'una sèrie d'enfrontaments èpics amb Mike Hailwood, aleshores amb Honda, i el renaixement de la seva rivalitat amb Agostini, ara pilot de MV Agusta. El 1968 fou subcampió darrere d'Agostini al mundial de 350cc després d'haver guanyat els títols italians de 250cc i 350cc.
El 1969 van tornar els resultats contradictoris i finalment va perdre el campionat del món de 250cc enfront del seu company d'equip a Benelli Kel Carruthers. La nova normativa de la classe de 250cc de cara a la temporada de 1970 en limitava la configuració dels motors a només dos cilindres, fet que va impulsar Benelli a concentrar-se en la classe de 350cc.
Després d'una mala temporada, Pasolini va deixar Benelli i va passar a Aermacchi, acabada de sortir d'una fusió amb Harley-Davidson. Gran part de la temporada de 1971 es va perdre per la necessitat de provar la nova Aermacchi/Harley-Davidson de 250cc, que va trigar molt més del previst a ser desenvolupada. La moto resultant no era superior a la majoria de la resta, i un seguit de pilots emergents van fer augmentar la rivalitat; entre ells hi havia Jarno Saarinen, que el 1972 es va imposar a Pasolini per un sol punt i es va endur així el campionat del món de 250cc.

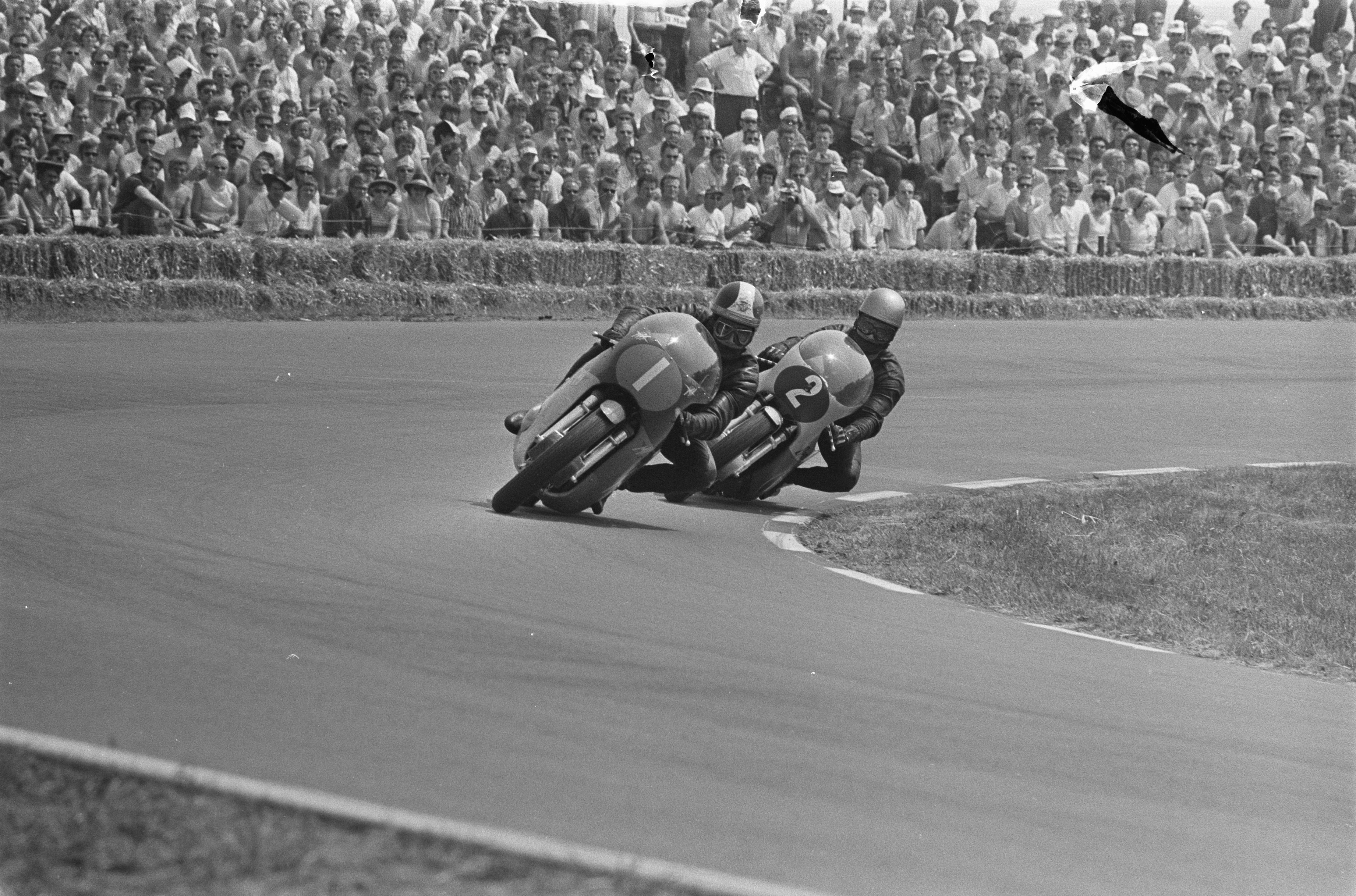
Pasolini (2) darrere de Giacomo Agostini al Dutch TT de 1970

### Mort
Renzo Pasolini va perdre la vida al Gran Premi de les Nacions, al circuit de Monza, el 20 de maig de 1973. No va poder acabar la cursa de 350cc per problemes mecànics i es va retirar quan faltaven quatre voltes. A la primera volta de la cursa de 250cc, Pasolini va caure i Jarno Saarinen, situat immediatament darrere seu, no el va poder esquivar i va caure també, provocant una reacció en cadena que finalment va implicar dotze pilots i va provocar la mort de Pasolini i Saarinen.
Les probables causes de l'accident han provocat molt de debat. L'explicació més usual suggereix que durant la cursa de 350cc hi va haver un vessament d'oli a la pista quan la Benelli de Walter Villa en va començar a perdre a la penúltima volta i Villa va continuar corrent malgrat la fuita; això podria haver fet relliscar la moto de Pasolini. Tot i que s'ha comprovat que els oficials de la cursa no van ordenar la neteja de la pista abans de la cursa de 250cc, un pilot, John Dodds, va comunicar les seves preocupacions a les autoritats i només en va obtenir amenaces. D'altra banda, la caiguda de Pasolini i els danys que va patir la seva moto són compatibles amb un problema de motor, probablement un "gripatge" (bloqueig dels pistons).
La mort de Pasolini i Saarinen a Monza va tenir una gran repercussió a l'època i va provocar un augment de les demandes de millora de les condicions de seguretat per als pilots de Gran Premi que va culminar amb l'eliminació dels circuits urbans del calendari de curses internacionals (vegeu el llegat de Jarno Saarinen per a la cronologia dels fets).
Pasolini va ser enterrat al Cementiri Monumental de Rímini. El seu casc i alguns testimonis dels seus triomfs són visibles a la seva tomba.

## La Ducati Paso
El 1986, Ducati Motor Holding, llavors propietat de Cagiva, va llançar la Ducati Paso, amb el nom de Pasolini, que havia estat dissenyada pel cofundador de Bimota Massimo Tamburini.

## Resultats al Mundial de motociclisme
Font:
Barem de puntuació de 1950 a 1968:
| Posició | 1 | 2 | 3 | 4 | 5 | 6 |
| Punts   | 8 | 6 | 4 | 3 | 2 | 1 |

Barem de puntuació de 1969 a 1987:
| Posició | 1  | 2  | 3  | 4 | 5 | 6 | 7 | 8 | 9 | 10 |
| Punts   | 15 | 12 | 10 | 8 | 6 | 5 | 4 | 3 | 2 | 1  |

(Ids. Grans Premis | Llegenda) (Curses en negreta indiquen pole; curses en  itàlica indiquen volta ràpida)
| Any  | Categoria | Equip     | 1       | 2       | 3      | 4     | 5       | 6     | 7     | 8     | 9     | 10    | 11    | 12    | 13    | Punts | Posició | Victòries |
| ---- | --------- | --------- | ------- | ------- | ------ | ----- | ------- | ----- | ----- | ----- | ----- | ----- | ----- | ----- | ----- | ----- | ------- | --------- |
| 1964 | 350cc     | Aermacchi | IOM -   | NED -   | GER -  | DDR - | ULS -   | FIN - | NAT 4 | JPN - |       |       |       |       |       | 3     | 13è     | 0         |
| 1965 | 250cc     | Aermacchi | USA -   | GER -   | ESP -  | FRA - | IOM NC  | NED - | BEL - | DDR - | CZE - | ULS - | FIN - | NAT - | JPN - | 0     | –       | 0         |
| 1965 | 350cc     | Aermacchi |         | GER 4   |        |       | IOM NC  | NED 4 |       | DDR - | CZE 5 | ULS - | FIN - | NAT 6 | JPN - | 9     | 8è      | 0         |
| 1966 | 250cc     | Aermacchi | ESP 3   | GER -   | FRA -  | NED - | BEL -   | DDR - | CZE - | FIN - | ULS - | IOM - | NAT - | JPN - |       | 4     | 14è     | 0         |
| 1966 | 350cc     | Aermacchi |         | GER DNS | FRA 5  | NED 3 | BEL 4   |       | CZE 5 | FIN - | ULS - | IOM - | NAT 2 | JPN - |       | 17    | 3r      | 0         |
| 1967 | 350cc     | Aermacchi | GER 3   | IOM NC  | NED 3  | DDR - | CZE -   | ULS - | NAT - | JPN - |       |       |       |       |       | 8     | 8è      | 0         |
| 1967 | 500cc     | Benelli   | GER -   | IOM NC  | NED -  | BEL - | DDR -   | CZE - | FIN - | ULS - | NAT - | CAN - |       |       |       | 0     | –       | 0         |
| 1968 | 250cc     | Benelli   | GER -   | ESP -   | IOM 2  | NED 3 | BEL -   | DDR - | CZE - | FIN - | ULS - | NAT - |       |       |       | 10    | 6è      | 0         |
| 1968 | 350cc     | Benelli   | GER 2   |         | IOM 2  | NED - |         | DDR - | CZE - |       | ULS - | NAT 2 |       |       |       | 18    | 2n      | 0         |
| 1968 | 500cc     | Benelli   | GER -   | ESP -   | IOM -  | NED - | BEL -   | DDR - | CZE - | FIN - | ULS - | NAT 2 |       |       |       | 6     | 12è     | 0         |
| 1969 | 250cc     | Benelli   | ESP DNF | GER -   | FRA -  | IOM - | NED 1   | BEL - | DDR 1 | CZE 1 | FIN - | ULS - | NAT - | YUG - |       | 45    | 4t      | 3         |
| 1970 | 350cc     | Benelli   | GER -   | YUG -   | IOM NC | NED 2 | DDR 2   | CZE 2 | FIN - | ULS - | NAT 3 | ESP - |       |       |       | 46    | 3r      | 0         |
| 1971 | 250cc     | Aermacchi | AUT -   | GER -   | IOM -  | NED - | BEL -   | DDR - | CZE - | SWE - | FIN - | ULS - | NAT - | ESP 5 |       | 6     | 28è     | 0         |
| 1972 | 250cc     | Aermacchi | GER -   | FRA 2   | AUT -  | NAT 1 | IOM -   | YUG 1 | NED 2 | BEL - | DDR 2 | CZE 2 | SWE 3 | FIN - | ESP 1 | 93    | 2n      | 3         |
| 1972 | 350cc     | Aermacchi | GER 5   | FRA 3   | AUT 3  | NAT 2 | IOM -   | YUG - | NED 3 |       | DDR 2 | CZE 2 | SWE 4 | FIN 3 | ESP 2 | 78    | 3r      | 0         |
| 1973 | 250cc     | Aermacchi | FRA 3   | AUT -   | GER -  | IOM - | NAT DNF | –     | –     | –     | –     | –     | –     | –     | –     | 10    | 19è     | 0         |